# Katrin Stauber
Katrin Stauber (* 27. Februar 1976) ist eine ehemalige deutsche Fußballspielerin.

## Karriere
Stauber gehörte dem FC Bayern München in der Saison 2000/01 an, für den sie in der Bundesliga als Mittelfeldspielerin zwölf Punktspiele bestritt. Sie debütierte für den Bundesligaaufsteiger am 18. Februar 2001 (10. Spieltag) bei der 2:3-Niederlage im Auswärtsspiel gegen den FFC Heike Rheine; ihr letztes Punktspiel bestritt sie am 10. Juni 2001 (22. Spieltag) beim 5:5-Unentschieden im Auswärtsspiel gegen den SC 07 Bad Neuenahr.